# Phytocoris hirtus
Phytocoris hirtus är en insektsart som beskrevs av Van Duzee 1918. Phytocoris hirtus ingår i släktet Phytocoris och familjen ängsskinnbaggar. Inga underarter finns listade i Catalogue of Life.